# Vízrakéta

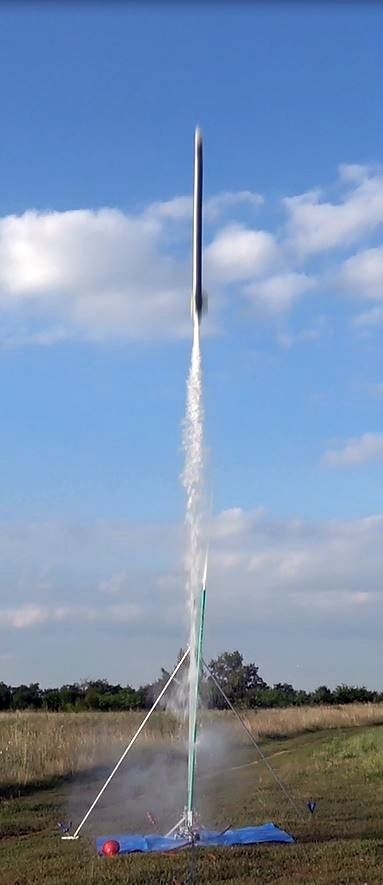
Vízrakéta kilövése

A vízrakéta (ritkábban használt másik nevén: palackrakéta) a modellezés – azon belül rakétamodellezés –  Magyarországon alig ismert ága. Többnyire PET-palackból (PET, azaz polietilén) készül. A vízrakéta működése a valódi rakétákhoz hasonlóan a hatás-ellenhatás törvényén alapul. A reaktív hajtást a palackból kiáramló víz valósítja meg. A víz kiáramlását a víz fölött elhelyezkedő nagynyomású gáz, többnyire sűrített levegő biztosítja.

## Működése, repülésének szakaszai
Ellentétben a reaktív hajtást égés nyomán felszabaduló gázokkal biztosító modellrakétákkal, a vízrakéta esetében a reaktív hajtást a sűrített (többnyire) levegő által a nyomásálló PET-palackból kilövellt víz, ill. általa a hatás-ellenhatás elv alapján létrejövő tolóerő biztosítja. A vízrakéta repülési jellemzői (pl. tolóerő mértéke, repülés ideje, nyomás és légellenállás hatása) fizikai képletek alapján számíthatók.
A vízrakéta repülésének 1. szakaszában a tolóerő a vízrakétát nagy gyorsulás mellett nagy sebességre gyorsítja. A repülés 2. szakaszában a tehetetlenségnél fogva a rakéta fokozatosan csökkenő sebesség mellett tovább emelkedik. A röppálya legmagasabb pontját elérve a repülés 3. szakaszában a rakéta szabadesésben egyre gyorsuló sebességgel zuhanni kezd. A repülés 4. szakaszában az ejtőernyő  nyitását követően a rakéta az ejtőernyő méretétől és kialakításától függő mértékű fékezés mellett ereszkedik vissza a talajszintre.

## Felépítése
A vízrakéta fő szerkezeti elemei: rakétatest (ennek részeként PET-palack, mint üzemanyag tartály, valamint fúvóka, vezérsík), rakétafej.

### Rakétatest: üzemanyag tartály
A vízrakéta üzemanyaga a sűrített (többnyire) levegő erejével a fúvókán keresztül kilövellt víz. Ebből következően az üzemanyag tartálynak nyomásállónak kell lennie. A vízrakéta annál magasabbra (távolabbra) repül minél nagyobb benne a nyomás (továbbá minél kisebb a súlya és a légellenállása). Viszont önmagukban a PET-palackok korlátozottan nyomásállók. Nagyobb nyomás elviseléséhez a PET-palack megerősítése szükséges (pl. üvegszál hálóval, üvegszál erősítésű ragasztó szalaggal, vagy üvegszál erősítésű műgyanta burkolattal). Extra nagy nyomású (>20 bar) üzemanyag tartályok anyaga teljes egészében üvegszál erősítésű műgyanta).
Egyszerűbb kialakítású, kisebb teljesítményű vízrakéta egyetlen PET-palackból is építhető. Több PET-palack összeragasztásával, ill. összeragasztott PET-palackokból álló modulok egymáshoz illesztésével nagyobb űrtartalmú (akár 15 literesnél is nagyobb) üzemanyag tartály állítható elő látható). Több üzemanyagtartályból, valamint a célnak megfelelően kialakított kioldó szerkezetből gyorsító rakétákkal ellátott, vagy többfokozatú vízrakéta is összeállítható.
Bármilyen kialakítású is az üzemanyagtartály, abban víz és (többnyire) levegő egyszerre van jelen. Ökölszabálynak tekinthető az 1/3 térfogat víz, 2/3 térfogat levegő arány (azaz 33% víz). A tapasztalatok szerint ez inkább nagyobb (22 mm-es) fúvóka esetén optimális arány, míg kisebb (9 mm-es) fúvóka esetén előnyösebb az 1/4 térfogat víz, 3/4 térfogat levegő arány (azaz 25% víz). Igen nagy nyomású vízrakéta esetén előfordul az 1/5 térfogat víz, 4/5 térfogat levegő arány (azaz 20% víz) is.
A vízrakéta hatékonyságát különösen kisebb (9 mm-es) fúvóka esetén tovább növeli a víz habosítása. Ez egy kevés sampon belekeverésével érhető el. Ugyanazzal a vízrakétával ugyanakkora indító nyomás esetén habos vízzel kb. 20%-kal nagyobb magasság érhető el, mint vízzel. Nagyobb (22 mm-es) fúvóka esetén a habos víz csak kisebb mértékben növeli a magasságot. 

### Rakétatest: fúvóka
A vízrakéta fúvókájának szerepe hármas:
- a nyomás alá helyezés alatt, egészen a kilövés pillanatáig légtömör csatlakozást kell biztosítania a sűrített (többnyire) levegőt előállító eszköz csatlakozójához,
- kilövéskor támogatnia kell a légtömör csatlakozás pillanatszerű oldását,
- a kioldást követően biztosítania kell a nyomás alatti víz tengelyirányú távozását az üzemanyagtartályból, ezzel a hatás-ellenhatás elv alapján a rakétát előre mozgató erő létrehozását.

Egyszerűbb, kis teljesítményű fúvóka készülhet átalakított kerékpárgumi szelepből (ennek belső átmérője 5,5 mm). Ebben az esetben a légtömör csatlakoztatást a pumpa, vagy kompresszor oldható csatlakozója biztosítja. Nagyobb teljesítményű vízrakéta fúvókája kerti locsolócsövek gyorscsatlakozójának ún. csapeleméből készülhet (ennek belső átmérője 9 mm). Ennek légtömör csatlakozását, rögzítését az ún. tömlőelem biztosítja. A legnagyobb teljesítményű vízrakéták egyik lehetséges fúvókája maga a PET-palack nyaka és szája (ennek belső átmérője 22 mm). A légtömör csatlakozás egyedileg készített szerkezettel biztosítható.

### Rakétatest: vezérsík
A vezérsík feladata a vízrakéta stabil repülésének a biztosítása, hangsúlyosan a repülés indítóállvány elhagyása utáni, erőteljesen gyorsuló, igen nagy sebességet (akár >200 km/h) is elérhető szakaszában.

### Rakétafej
Egyszerűbb vízrakéták esetében a rakétafej kizárólagos feladata megfelelően áramvonalas, hengerszimmetrikus kialakítással a lehető legkisebb légellenállás biztosítása. Igényesebb, nagyobb teljesítményű vízrakéta esetében a rakétafejben kerül elhelyezésre az ejtőernyő, annak mechanikus, elektronikus, vagy távirányított nyitó szerkezete, a repülési adatgyűjtő, a mini kamera, a modellkereső, távnyitott ejtőernyő esetén a vevő egység és a szervómotor, valamint az elektronikák tápellátását biztosító kisméretű elem/akku.

## Kilövése

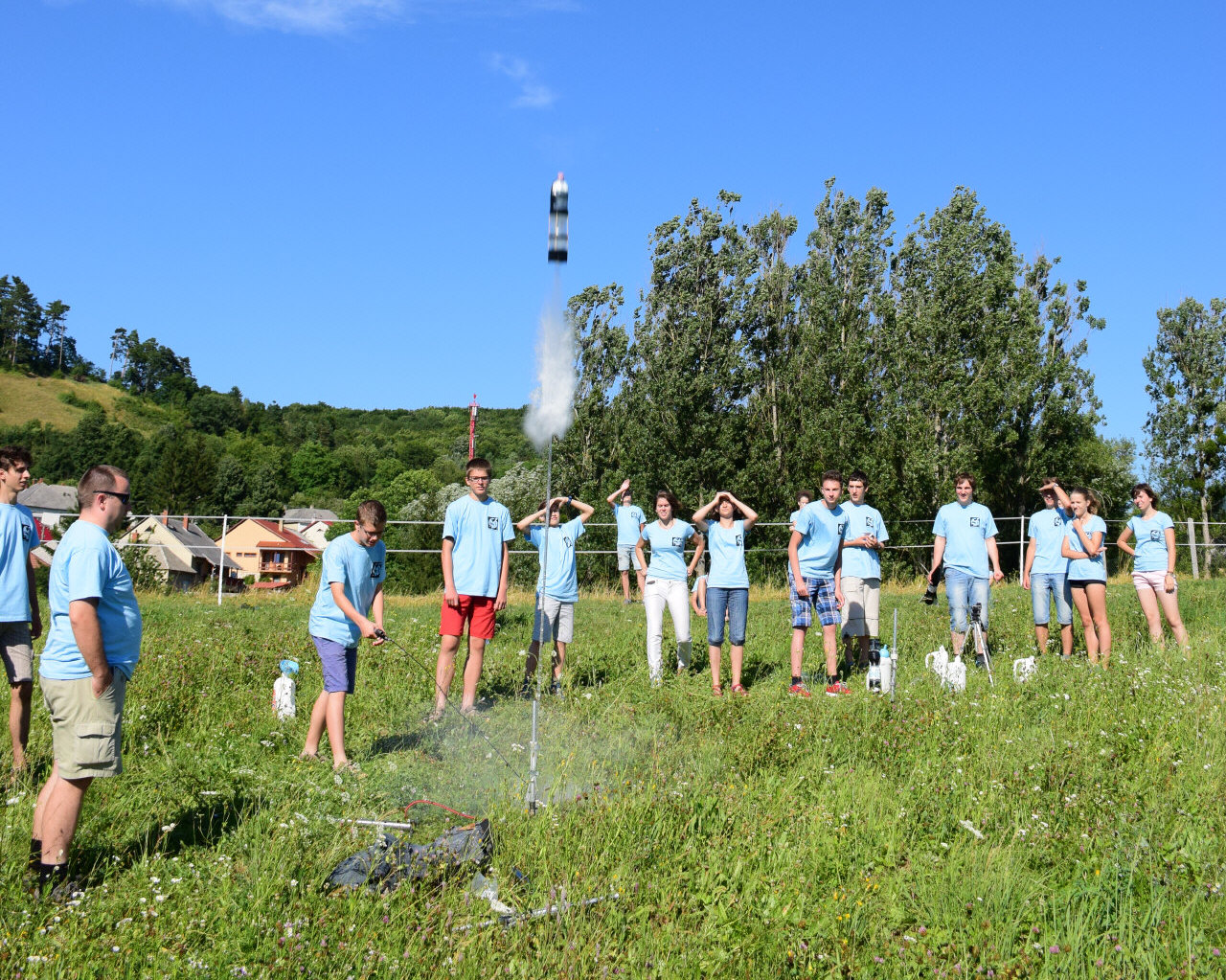
Vízrakéta kilövése

A vízrakéta kilövésének elsődleges előfeltétele a szükséges nyomású sűrített (többnyire) levegő. Az előállítás lehetséges eszközei: kézi/lábpumpa (kb. 8 bar-ig), vagy autókompresszor (kb. 10 bar-ig), vagy sűrített levegő tartály (az ún. reduktortól függően 20 bar, vagy több). Egyszerűbb, kisebb teljesítményű vízrakéták esetében kisebb nyomásra (néhány bar) képes kerékpárpumpa is elégséges (célszerűen nyomásmérővel ellátott változatában), míg a nagyobb teljesítményű vízrakétákhoz szükséges, akár 40 bar feletti nyomáshoz célszerű palackos sűrített levegő használata.
További feltétel az indítóállvány. Ennek feladatai:
- a vízzel feltöltött – az űrtartalomtól függően akár 5–10 kg-os – rakéta stabil és biztonságos rögzítése a nyomás alá helyezés szakaszában,
- esetleges rendellenesség, biztonsági kockázat esetén a gyors lefúvatás (azaz nyomásmentesítés) lehetőségének a biztosítása,
- a rakéta indításakor a légtömör csatlakozás gyors oldása,
- az induló rakéta kilövési irányban tartása.

A vízrakétával elérhető magasságot tovább növeli az ún. indítócső alkalmazása az indítóállványon. Az indítócső egy a vízrakéta fúvókáján keresztül annak üzemanyagtartályába a lehető leghosszabban benyúló és a fúvóka nyílását lehető legnagyobb mértékben kitöltő cső. Ez indításkor „fordított pumpapként) működik: míg pumpáláskor a dugattyút lenyomva sűrített levegő jön létre, addig az indítócső dugattyúként működve segíti a vízrakétát, hogy az üzemanyagtartályban lévő sűrített levegő az indítócső (mint egyfajta dugattyú) kinyomásával segítse annak gyorsulását. 

## Biztonság
Vízrakétát kizárólag megfelelő biztonsági intézkedések mellett szabad nyomás alá helyezni és kilőni.
A vízrakétában sűrített (többnyire) levegő révén tárolt energia mértékére jellemző, hogy akár 5 kg-os önsúly + kilövéshez szükséges víz összsúlya) vízrakétát néhány tized másodperc alatt képes 200 km/h-t is meghaladó sebességre felgyorsítani és 100 m-t jóval meghaladó magasságra feljuttatni. Belátható, hogy megfelelő biztonsági intézkedések nélkül ez az energia akár súlyos sérülést is okozhat.
Emellett míg a pirotechnikai elven működő rakétamodellek esetében a tűz- és robbanásveszélyes hajtóanyag, addig a vízrakéták esetében a nyomás alá helyezett üzemanyagtartály felrobbanása jelent biztonsági kockázatot.
A jelzett kockázatok kellő gondossággal (pl. biztonságos távolság), ill. védőeszközökkel (pl. védőszemüveg) jelentősen csökkenthetők.
A kilövés további fontos biztonsági eleme a kellő óvintézkedések mellett végrehajtott előzetes nyomáspróba, a lefúvató szelep, valamint az esetleges érdeklődők biztonságos távolságban tartása.
Kilövéskor figyelemmel kell lenni a repülésbiztonságra is.

## Világcsúcsok
A pirotechnikai elven működő rakétamodellekkel szemben egyrészt a vízrakéták induló súlya az üzemanyagtarályban lévő akár több liter víz miatt lényegesen nagyobb. Másrészt a fúvókán keresztül távozó víz lényegesen rövidebb ideig biztosít tolóerőt. Ebből következően a vízrakéták többségében jóval kisebb magasságokat érnek el a pirotechnikai elvű rakétamodelleknél.
Kivételt képeznek az egyedi kialakítású (a légellenállás minimalizálása érdekében kis átmérőjű, a nyomásállóság érdekében pedig szuper erős üvegszál erősítésű műgyantából készült), igen nagy nyomással (akár >40 bar) kilőtt vízrakéták.
A vízrakétával elért legnagyobb magasságokat a Water Rocket Achievement World Record Association Archiválva 2019. április 28-i dátummal a Wayback Machine-ben kezeli. Ennek honlapja öt kategóriát tart nyitva a világcsúcsok számára: A osztály (egyfokozatú vízrakéták), B osztály (többfokozatú vízrakéták), C osztály (repülési idő), D osztály (megerősítés nélküli üzemanyag tartály), E osztály (megerősített üzemanyag tartály). A jelenlegi (2017. januári) állapot szerint egyik kategóriában sincs értékelhető eredmény.
Az egyéb források a vízrakétával elért – de a Water Rocket Achievement World Record Association által nem hitelesített – legnagyobb magasságok a következők:
- 830 méter
- 636 méter
- 534 méter
- 502 méter

## Versenyek
Mint a világban, úgy Magyarországon is oktatási intézmények hirdetnek vízrakéta versenyeket. Ezek több kategóriában folyhatnak: pl. legnagyobb magasság (függőleges kilövés esetén), legnagyobb távolság (lapos szögű kilövés esetén), leghosszabb repülési idő. A vízrakéta csekély hazai elterjedtsége miatt hazai versenyre alig van példa.

## Szervezetek
A NASA honlapja külön oldallal támogatja a fiatalokat a vízrakéta készítésében.
További vízrakétás szervezetek: 
- Water Rocket Achievement World Record Association[6] *USWaterRockets[7]
- AirCommandRockets[8]
- RaketfuedRockets[9]